# Pierre Guglielmina
Pierre Guglielmina est un traducteur français né en 1958 à Alger.

## Biographie
Diplômé en philosophie politique et en philosophie du droit, Pierre Guglielmina interrompt ses travaux sur Leo Strauss qu'il traduit pour les besoins de sa thèse pour devenir éditeur de littérature étrangère chez Calmann-Lévy. Il débute professionnellement dans la traduction en 1991 avec La Demoiselle d'honneur, un roman policier de Ruth Rendell,.
Traducteur, il a publié près d'une centaine de livres au rythme de huit à douze par an. Il traduit de l'anglais vers le français, des romans mais aussi des essais de politique ou de sociologie,.

## Traductions

### Romans et nouvelles
- Francis Scott Fitzgerald, Un livre à soi et autres écrits personnels, Paris, Les Belles lettres, 2011, 320 p.  (ISBN 978-2-251-20010-1)
- Arthur Miller, Présence, Paris, Robert Laffont, 2011, 197 p.  (ISBN 978-2-221-11403-2)
- Daniel Alarcón, La Guerre aux chandelles (War by candlelight), Paris, Albin Michel, 2010, 270 p.  (ISBN 978-2-226-21872-8)
- Mark Behr, L'Odeur des pommes (The smell of apples), Paris, Jean-Claude Lattès, 2010, 298 p.  (ISBN 978-2-7096-2951-5)
- Bret Easton Ellis, Suite(s) impériale(s) (Imperial bedrooms), Paris, Robert Laffont, 2010, 227 p.  (ISBN 978-2-221-10869-7)
- Daniel Mendelsohn, L'Étreinte fugitive (The Elusive Embrace), Paris, Flammarion, 2009, 284 p.  (ISBN 978-2-08-121406-4)
- Daniel Alarcón, Lost city radio, Paris, Albin Michel, 2008, 355 p.  (ISBN 978-2-226-18238-8)
- Richard Ford, L'État des lieux (The lay of the land), Paris, Le Grand livre du mois, 2008, 729 p.  (ISBN 978-2-286-04571-5)
- Daniel Mendelsohn, Les Disparus (The lost), Paris, Le Grand livre du mois, 2007, 649 p.  (ISBN 978-2-286-03757-4) (re
- Jack Kerouac, Underwood memories (Atop an underwood et Orpheus emerged) Paris, Denoël, 2006, 395 p.  (ISBN 2-207-25680-4)
- Nick McDonell, Le troisième frère (The Third Brother), Paris, Denoël, 2006, 305 p.  (ISBN 2-207-25820-3)
- Gregory David Roberts, Shantaram, Paris, Le Grand livre du mois, 2006, 871 p.  (ISBN 978-2-286-02419-2)
- Bret Easton Ellis, Lunar Park, Paris, Le Grand livre du mois, 2005, 378 p.  (ISBN 2-286-01786-7)
- Russell Hoban, Elle s'appelait Lola (Her name was Lola), Paris, Fayard, 2005, 270 p.  (ISBN 2-213-62268-X)
- Louis Begley, Mr. Schmidt libéré (Schmidt delivered), Paris, Bernard Grasset, 2002, 339 p.  (ISBN 2-246-61311-6)
- Sebastian Faulks, Les Désenchantés (On Green Dolphin street), Paris, Flammarion, 2002, 391 p.  (ISBN 2-08-068239-3)
- Francis Scott Fitzgerald, Carnets (The notebooks), Paris, Fayard, 2002, 442 p.  (ISBN 2-2136-1418-0)
- Ernest Hemingway, L'Étrange Contrée (The Strange Country), Paris, Gallimard, 2002, 109 p.  (ISBN 2-07-042674-2)
- Bret Easton Ellis, Glamorama, Paris, Robert Laffont, 2000, 537 p.  (ISBN 2-221-08900-6)
- William Gibson, Idoru, Paris, Flammarion, 1998, 345 p.  (ISBN 2-08-067449-8)
- Jack Kerouac, Anges de la Désolation (Desolation angels), Paris, Denoël, 1998, 522 p.  (ISBN 2-207-24532-2)
- Jack Kerouac, Vieil ange de minuit (Old angel midnight), Paris, Gallimard, 1998, 105 p.  (ISBN 2-07-074764-6)
- Jack Kerouac, Vraie blonde, et autres (Good blonde and others), Paris, Gallimard, 1998,  (ISBN 2-07-074742-5)
- Ben Macintyre, La Vie aventureuse d'Adam Worth, roi des voleurs, escroc et gentleman (The Napoleon of crime), Paris, Robert Laffont, 1998, 309 p.  (ISBN 2-221-08582-5)
- James Patrick Donleavy, La Dame qui aimait les toilettes propres (The lady who liked clean rest rooms), Paris, Calmann-Lévy, 1997, 157 p.  (ISBN 2-7021-2819-X)
- Ruth Rendell, Noces de feu (The Brimstone Wedding), Paris, Calmann-Lévy, 1997, 344 p.  (ISBN 2-7021-2692-8)
- Michael Dibdin, Lagune morte (Dead lagoon), Paris, Calmann-Lévy, 1996, 348 p.  (ISBN 2-7021-2572-7)
- Ernest Hemingway, Le Chaud et le froid, Paris, Gallimard, 1995, 196 p.  (ISBN 2-07-074267-9)

### Autres
- Gilbert Keith Chesterton, La Chose (The Thing), Paris, Flammarion, 2015, 352 p.  (ISBN 978-2081300873).
- John Steinbeck, Dépêches du Vietnam (Steinbeck in Vietnam : dispaches from the war), Paris, Les Belles Lettres, 2013, 268 p.  (ISBN 978-2-251-31006-0)
- Francis Fukuyama, Le Début de l'histoire : des origines de la politique à nos jours (The Origins of political order : from prehuman times to the French Revolution), Paris, Saint-Simon, 2012, 463 p.  (ISBN 978-2-915134-57-5)
- Alfred Hitchcock, Hitchcock par Hitchcock, Paris, Flammarion, 2012, 385 p.  (ISBN 978-2-0812-7190-6)
- Winston Churchill, Mon voyage en Afrique (My African journey, Paris, Tallandier, 2010, 197 p.  (ISBN 978-2-84734-654-1)
- Saskia Sassen, La Globalisation (A sociology of globalization), Paris, Gallimard, 2009, 341 p.  (ISBN 978-2-07-078511-7)
- Ezra Suleiman, Schizophrénies françaises, Paris, Grasset, 2008, 308 p.  (ISBN 978-2-246-70501-7)
- Jack Kerouac, Lettres choisies. 1957-1969 (Selected letters. 1957-1969), Paris, Gallimard, 2007, 551 p.  (ISBN 978-2-07-076663-5)
- Kurt Vonnegut, Un homme sans patrie (A man without a country), Paris, Denoël, 2006, 133 p.  (ISBN 2-207-25821-1)
- Barbara Ehrenreich, L'Amérique pauvre : comment ne pas survivre en travaillant (Nickel and dimed : undercover in low-wage USA, Paris, Grasset, 2004, 334 p.  (ISBN 2-246-65071-2)
- Norman Mailer, Portrait de Picasso en jeune homme (Portrait of Picasso as a young man), Paris, Denoël, 2004, 383 p.  (ISBN 2-207-25421-6)
- Irshad Manji, Musulmane mais libre (The trouble with islam), Paris, Le Grand Livre du mois, 2004, 354 p.  (ISBN 2-286-00580-X)
- Jack Kerouac, Book of blues, Paris, Denoël, 2000, 283 p.  (ISBN 2-207-25035-0)
- Jack Kerouac, Dharma, Paris, Fayard, 2000, 419 p.  (ISBN 2-213-60612-9)
- Jack Kerouac, Lettres choisies. 1940-1956 (Selected letters. 1940-1956), Paris, Gallimard, 2000, 563 p.  (ISBN 2-07-074643-7)
- Leo Strauss, La Renaissance du rationalisme politique classique (The Rebirth of Classical Political Rationalism), Paris, Gallimard, 1993, 403 p.  (ISBN 2-07-073077-8)